# 士科德區
斯库台區是阿爾巴尼亞的36个旧区之一，这些区份在2000年7月全部撤销，并由新成立的12个州份取代。该区面积为1,631平方公里，人口数量为185,794人（2001年）。该区位于阿尔巴尼亚西北部，区府为斯库台市。该区的范围为现今士科德州的斯库台和沃德耶两市镇。